# Juan Francisco Guerra
Juan Francisco Guerra Piñero (Caracas, 16 febbraio 1987) è un allenatore di calcio ed ex calciatore venezuelano, di ruolo centrocampista, tecnico del Phoenix Rising.

## Palmarès

### Giocatore

#### Competizioni nazionali
- Copa Venezuela: 1

Caracas: 2013

### Allenatore

#### Competizioni nazionali
- USL Championship: 1

Phoenix Rising: 2023